# Clip Studio Paint
Clip Studio Paint (antiguamente Manga Studio) es una aplicación de ilustración para Mac OS X y Microsoft Windows desarrollada por Celsys para la creación digital de ilustraciones, cómics y animaciones.

## Historia
El desarrollo comenzó en el año 2001 por la compañía japonesa de software gráfico Celsys. Fue lanzado en occidente por E Frontier; desde 2007 es distribuido por Smith Micro Graphics. Existen dos versiones del programa: la versión completa llamada Clip Studio Paint EX, destinados a artísticas profesionales y Clip Studio Paint PRO, un set con menos características y precio reducido enfocado a aficionados y usuarios profesionales menos avanzados.
A día de hoy, también hay disponible una versión para iPad.

## Características
Aunque cuenta con las características de un software gráfico de propósito general como Photoshop o GIMP, sus herramientas están pensadas y optimizadas para la creación de cómics. Dispone de herramientas para la creación del diseño de viñetas, dibujo, entintado, aplicación de tramas y texturas y adición de globos y títulos, entre muchas otras funciones.
Las primeras versiones fueron diseñadas para el dibujo en blanco y negro de coloreado monocromático uniforme (formato típico de los mangas japoneses), pero desde la versión 4 (lanzada en 2007) se introdujo soporte para la creación de obras de arte a todo color. La aplicación gestiona documentos de una o múltiples páginas y también las orientaciones de lectura derecha-izquierda o izquierda-derecha. Admite el uso de ratón o tabletas digitalizadoras.
Está disponible en español, francés, japonés e inglés, para los sistemas Mac OS X (10.4, 10.5 y 10.6, compatible con arquitectura PowerPC y x86) y Microsoft Windows (XP, Vista, 7, 8 y 10 versión 32 bits y 64 bits).

## Formatos de archivo
Manga Studio es compatible con los siguientes tipos de fichero:
- CPG. MangaStudio.
- PSD. Adobe Photoshop.
- BMP. Windows bitmap.
- JPG. JPEG.
- TGA. TGA.
- PNG. Portable Network Graphics.
- TIFF. Tagged Image File Format.
- EPS. Encapsulated PostScript.
- PDF. Portable Document Format.
- TXT. Texto ANSI.

## Productos
- Clip Studio Paint PRO.
- Clip Studio Paint EX.
- Manga Studio EX. Todas las características de Manga Studio están disponibles.
- Manga Studio PRO. Estándar. Cuenta con la mayoría de las características destinadas al uso profesional.
- Manga Studio DEBUT. Básica. Enfocada para principiantes. Es el modelo más barato con características mínimas.
- ComicStudio On-de-Manga. Para la impresión y encuadernación (descontinuado).
- ComicStudio Mini Para tableta, no se vende por separado.

## Historial de versiones
- 2001 Serie Ver. 1.0
- 2002 Serie Ver. 1.5
- 2003 Serie Ver. 2.0
- 2004 Serie Ver. 3.0
- 2007 Serie Ver. 4.0
- 2012 Serie Ver. 5.0